# Brok (sygdom)
 For alternative betydninger, se Brok. (Se også artikler, som begynder med Brok)
Brok (lægelatin: hernia) er defineret som en udposning af bughulens yderste hinde (peritoneum) gennem et svagt sted i bugvæggen. Udposningen kan rumme noget tarm, men gør det ikke nødvendigvis. Brok ses ofte som en udbuling på bugvæggen, der ofte forsvinder idet man ligger ned, da trykket på bugvæggen så mindskes. Hvis et tarmstykke afklemmes i brokposen bliver tilstanden akut med intense smerter og karakteristiske tegn omkring brokstedet.

## Broktyper
Der ses både medfødte og mere pludseligt opståede broktyper. De hyppigste er lyskebrok, lårbrok, navlebrok og arbrok. 
Ved lyskebrok skelner man mellem et medialt, opstået brok og et lateralt medfødt brok, hvor det mediale er trængt igennem et svagt sted i bagvæggen af lyskekanalen, mens det laterale løber gennem samme kanal som udtryk for at den udposning, der danner inderste testikelhinde ikke er blevet tilbagedannet på normal vis.
Lårbrok forekommer længere lateralt for lyskebrok og er udtryk for en udposning under den mest mediale del af lyskebåndet, gennem en fedtfyldt kanal, der betegnes anulus femoralis. Ved øget tryk i bughulen vil kanalen lukkes af udbulingen af en vene lige ved siden af denne og et lårbrok kan således være et udtryk for problemer med veneklapperne.

## Eksterne links og henvisninger
- Lyskebrok. Netdoktor.dk
- Lyskebrok. Sundhed.dk
- Brok. Lægehåndbogen. Sundhed.dk